# Zhou Enlai
Zhou Enlai, chiń. 周恩来 (ur. 5 marca 1898 w Huai’an, zm. 8 stycznia 1976 w Pekinie) – chiński polityk i wojskowy, pierwszy premier ChRL od momentu jej powstania w 1949 roku aż do śmierci.
Pochodził z zamożnej rodziny mandaryńskiej. Ukończył studia na Uniwersytecie Nankai w Tiencinie. W 1919 był więziony za udział w Ruchu 4 Maja. W latach 1920–1924 studiował we Francji (1920–1922) i Niemczech (1923–1924). Podczas pobytu za granicą w 1922 wstąpił do Komunistycznej Partii Chin. W tym samym roku założył we Francji europejską sekcję tej partii.
Po powrocie do Chin był w latach 1924–1926 szefem wydziału politycznego akademii wojskowej w Huangpu. Został usunięty z tego stanowiska przez Czang Kaj-szeka. Objął następnie funkcję szefa wydziału wojskowego Komunistycznej Partii Chin. W 1936 z ramienia KPCh prowadził w Xi’anie negocjacje z Kuomintangiem w sprawie utworzenia wspólnego frontu antyjapońskiego. Po zakończeniu wojny w latach 1945–1946 ponownie przewodniczył delegacjom KPCh podczas rozmów pokojowych z Kuomintangiem.
Po utworzeniu Chińskiej Republiki Ludowej w 1949 objął funkcję premiera, którą do 1958 sprawował równolegle z funkcją ministra spraw zagranicznych. Jako minister spraw zagranicznych m.in. podpisał układ o przyjaźni i współpracy z ZSRR w 1950 i w porozumieniu z Jawaharlalem Nehru sformułował pięć zasad pokojowego współistnienia podczas wizyty w Indiach w 1954. Od 1956 był członkiem Stałego Komitetu Biura Politycznego KPCh i zastępcą przewodniczącego KC KPCh.
Podczas rewolucji kulturalnej (1966–1976) Zhou zdystansował się od partyjnych ekstremistów, udało mu się jednak zachować zajmowane do tej pory stanowiska. Podczas 10 lat rewolucji kulturalnej starał się ratować chińską gospodarkę i chronić zabytki kultury przed zniszczeniem ze strony hunwejbinów (m.in. wprowadzając wojsko do Zakazanego Miasta). Starał się także chronić Deng Xiaopinga i doprowadził do przywrócenia mu stanowiska wicepremiera w 1973.
Zhou zmarł 8 stycznia 1976. Wiec na cześć zmarłego premiera zorganizowany przez studentów w przededniu chińskiego Święta Zmarłych 4 kwietnia na placu Niebiańskiego Spokoju przerodził się w wielką demonstrację przeciwko bandzie czworga.
Od 1925 był żonaty z Deng Yingchao (1904–1992), przewodniczącą Ludowej Politycznej Konferencji Konsultatywnej Chin w latach 1983–1988.

## Życiorys

### Młodość
Był pierwszym synem rodu Zhou pochodzącego z Shaoxing w Zhejiang. Pod koniec istnienia dynastii Qing, rodzina Zhou cieszyła się wysoką pozycją społeczną. Przez pokolenia jej przedstawiciele pracowali jako urzędnicy rządowi. W czasach młodości Enlaia rodzina zubożała na skutek kryzysu gospodarczego, który dotknął Chiny pod koniec XIX wieku. Głowa rodziny, Zhou Yineng, często pracował poza miejscem zamieszkania. Enlai zawsze wspominał ojca jako osobę zapracowaną i przebywającą z dala od domu. We wczesnym dzieciństwie Zhou z powodu częstego braku obecności ojca trafił pod opiekę Zhou Yigana, najmłodszego brata jego ojca. Yigan chorował na gruźlicę, stąd też z chęcią przyjął on Enlaia obawiając się, że umrze nie mając własnych dzieci. Tak też się stało, wkrótce po adopcji Yigan zmarł. Opiekę nad małym Enlaiem przejęła wdowa po Yiganie, pani Chen. Nauczyła Enlaia pisać i czytać w bardzo młodym wieku, a on sam był z nią blisko związany emocjonalnie. Enlai wykazywał duże zdolności i już wieku 6–8 lat samodzielnie przeczytał tradycyjne opowieści chińskie: Wędrówka na Zachód, Opowieści znad brzegów rzek, Opowieści o Trzech Królestwach i Sen czerwonego pawilonu.
Prawdziwa matka Zhou, Wan, zmarła w 1907, kiedy miał on 9 lat. Rok później zmarła Chen. Zhou powrócił do Huai’an i wraz z dwoma młodszymi braćmi zamieszkał na dwa lata u innego z młodszych braci ojca. W 1910 stryj (starszy brat ojca) Zhou, Yigeng zaoferował opiekę nad młodzieńcem. Rodzina zgodziła się na to i Zhou został wysłany do Shenyangu w Mandżurii, gdzie opiekę nad nim sprawował stryj zatrudniony w urzędzie.

#### Edukacja

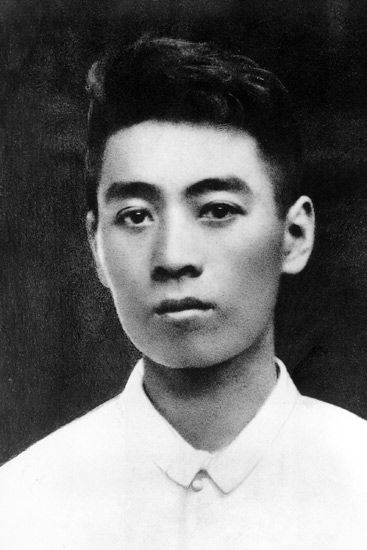
Zhou Enlai, 1919

W Shenyangu uczył się w szkole prowadzonej w nowoczesnym stylu. Była to dla niego duża zmiana, gdyż dotychczas korzystał tylko z nauki domowej. We wczesnej edukacji spotkał się z językiem angielskim, naukami ścisłymi oraz pismami reformatorów i radykałów (Liang Qichao, Kang Youwei, Chen Tianhua, Zou Rong i Zhang Binglin). W 1913 wraz ze stryjem przeniósł się do Tianjinu, gdzie kontynuował naukę w szkole średniej. Szkoła została założona przez wybitnego naukowca i filantropa jakim był Yan Xiu, a prowadzona przez Zhang Bolinga, jednego z najważniejszych chińskich nauczycieli w XX wieku. Metody nauczania (oparte na wzorcu amerykańskiej Phillips Academy) w szkole były nowoczesne, jak na chińskie standardy. W szkole uczyło się wielu innych uczniów, którzy później stali się wiodącymi postaciami życia publicznego. Przyjaciółmi Zhou z okresu szkolnego był m.in. Ma Jun (wczesny działacz komunistyczny stracony w 1927) i K.C. Wu (późniejszy burmistrz Szanghaju i gubernator Tajwanu z Kuomintangu).
Zhou jako wybitny uczeń zwrócił na siebie uwagę Yan Xiu i Zhang Bolinga. Yan zaproponował mu nawet poślubienie własnej córki, ten jednak odmówił bojąc się, że Yan zdominuje jego życie prywatne i uzależni od siebie finansowo. Zdobył kilka nagród w dziedzinie edukacji, występował na scenie teatralnej, a na ostatnim roku został redaktorem czasopisma szkolnego. Szkoła zachowała wiele esejów i artykułów napisanych w tym czasie przez Zhou. W dziesiątą rocznicę założenia szkoły, w czerwcu 1917, Zhou był jednym z pięciu absolwentów uhonorowanych przez szkołę za wybitne osiągnięcia.
Wraz z wieloma kolegami z klasy w lipcu 1917 wyjechał do Japonii celem dalszej nauki. Wyjazd częściowo sfinansowali Yan i Zhang oraz stryj Zhou. Podczas dwuletniego pobytu w Japonii większość czasu spędził w Wyższej Szkole Przygotowawczej Azji Wschodniej, będącej szkołą językową dla chińskich studentów. Po śmierci stryja i wskutek rosnącego japońskiego szowinizmu Zhou zdecydował się na powrót do Chin wiosną 1919. Prywatnie głęboko rozczarował się kulturą japońską, gardząc zaobserwowanym tam militaryzmem i elitaryzmem. W trakcie pobytu w Tokio zainteresował się światową polityką, a w szczególności rewolucjami rosyjskimi w 1917 i polityką bolszewików. Zaczął też czytać postępowy, lewicowe czasopismo Nowa Młodzież, założone przez Chen Duxiu. Prawdopodobnie przeczytał też kilka prac Karola Marksa, przetłumaczonych na język japoński i według niektórych źródeł uczęszczał na wykłady marksistowskiego ekonomisty, Hajime Kawakamiego (1879–1946). Był on wykładowcą na Uniwersytecie w Kioto i ważną postacią w historii japońskiego marksizmu. Swoimi pracami wyraźnie wpłynął na pokolenie chińskich komunistów. Jednak według innych źródeł niemożliwe jest to, że Zhou miał z Kawakamim do czynienia osobiście. Pamiętniki Zhou z tego okresu wskazują również na jego zainteresowania strajkami chińskich studentów w maju 1918, spowodowanymi wstrzymaniem stypendiów przez rząd Chin. Najprawdopodobniej nie był głęboko zaangażowany w protest, a aktywna rola w ruchach politycznych rozpoczęła się dla niego po powrocie do Chin.

#### Wczesna aktywność polityczna
Wrócił do Tianjinu wiosną 1919. Historycy spierają się co do jego udziału w Ruchu Czwartego Maja. Część źródeł twierdzi, że był on przywódcą protestów studenckich w mieście, inni wskazują, że było to mało prawdopodobne. Całą sytuację komplikuje fakt braku zachowanych gazet z tego okresu. W lipcu 1919 został redaktorem periodyku Unii Studenckiej Tianjin, podobno na wniosek szkolnego kolegi Ma Juna, założyciela organizacji studenckiej. W czasie krótkiego istnienia, od lipca 1919 do początku 1920, biuletyn ten był czytany przez sporą rzeszę studentów w całym kraju. Rząd zwalczał wydawanie pisma z powodu jego „szkodliwości dla bezpieczeństwa publicznego i porządku społecznego”.
W sierpniu 1919 rozpoczął studia na miejscowym uniwersytecie. Wraz z kolegami utworzył nieliczną, bo mającą nie więcej niż 25 członków organizację o nazwie Towarzystwo Przebudzenia. Celem towarzystwa była likwidacja militaryzmu, biurokracji, przestarzałych obyczajów. Właśnie w ramach działania w Towarzystwie poznał swoją przyszłą żonę, Deng Yingchao. Towarzystwo przypominało marksistowską grupkę kierowaną przez Li Dazhao z Uniwersytetu Pekińskiego. Li wygłosił członkom Towarzystwa wykład na temat zasad marksizmu. Towarzystwo włączyło się w ogólnokrajowy bojkot towarów japońskich, który był tak efektywny, że rząd Chin pod presją Japonii starał się go powstrzymać. 23 stycznia 1920 wielu członków Towarzystwa Przebudzenia zostało aresztowanych przez rząd podczas protestu wzywającego do bojkotu. 29 stycznia Zhou poprowadził marsz na biuro gubernatora Tianjinu, domagając się uwolnienia aresztowanych działaczy. W rezultacie sam Zhou został aresztowany. W areszcie spędził sześć miesięcy.
Po wyjściu na wolność spotkał się z przedstawicielami kilku organizacji z Pekinu. Towarzystwo Przebudzenia nawiązało z nimi koalicję o nazwie Federacja Reform. W ramach Federacji zacieśnił znajomość z działaczami marksistowskimi, w tym z Chen Duxiu z komórki komunistycznej z Szanghaju i Li z Pekinu. Obydwaj działali we współpracy z agentem Międzynarodówki Komunistycznej Grigorijem Wojtinskim. Nie działał w Chinach zbyt długo, gdyż szybko wyjechał na studia do Europy z powodu wyrzucenia go ze studiów po pobycie w areszcie. Mimo problemów finansowych studia umożliwiło mu stypendium przyznane przez Yan Xiu oraz praca w gazecie Yishi Bao, dla której był „specjalnym korespondentem” w Europie. Zhou wypłynął do Europy w dniu 7 listopada 1920.

#### Pobyt w Europie
Zhou wraz z grupą studentów wpłynęli do portu w Marsylii 13 grudnia. Wówczas nie był jeszcze zadeklarowanym komunistą, jednak na skutek zainteresowania Ruchem 4 Maja znacznie się zradykalizował. W styczniu 1921 był świadkiem dużego strajku górniczego w Londynie. Na życzenie strajkujących napisał o tych wydarzeniach serię artykułów do Yishi Bao. Po pięciotygodniowym pobycie w Londynie, przeniósł się do Paryża, którego mieszkańcy interesowali się wydarzeniami rewolucji październikowej. Do Wielkiej Brytanii udał się w styczniu 1921, gdzie odwiedził Uniwersytet Edynburski. Nie zapisał się jednak do niego ze względu na problemy finansowe i duże wymagania językowe. Pod koniec miesiąca powrócił do Francji. Wiosną 1921 dołączył do chińskiej komórki komunistycznej działającej w stolicy Francji. Do działalności komunistycznej zachęcił go emigracyjny działacz Zhang Shenfu.
Komórka w ciągu kilku miesięcy nawiązała współpracę z grupą chińskich radykałów zamieszkujących w Montargis na południe od Paryża. W liczbie tej znalazła się grupa późniejszych prominentów komunistycznych, jak: Cai Hesen, Li Lisan, Chen Yi, Nie Rongzhen, Guo Longzhen (także były członek Towarzystwa Przebudzenia) i Deng Xiaoping. Ze względu na konflikt z francuskimi władzami we wrześniu 1921 duża część studentów została aresztowana i deportowana do Chin. Zhou uniknął aresztowania i pozostał we Francji do lutego lub marca 1922. Następnie wraz z Zhangiem i Liu przeniósł się do Berlina. Kwestią dyskusyjną jest, czy Zhou miał łączność z, działającym w Berlinie, Sekretariatem Kominternu na Europę Zachodnią – na ogół jest to jednak kwestionowane przez historyków. Także po przeprowadzce do Niemiec regularnie odwiedzał Paryż, aż w końcu w czerwcu 1922 powrócił do niego na stałe. Był jednym z 21 uczestników spotkania założycielskiego Młodzieżowej Komunistycznej Partii Chin, będącej europejskim oddziałem Komunistycznej Partii Chin. Zhou pomógł opracować statut partii i został wybrany do komitetu wykonawczego partii jako dyrektor ds. propagandy. Pisał dla partyjnego magazynu Shaonian (Młodość) przemianowanego później na Chiguang (Lekka Czerwień), współpracując przy tym z Dengiem, którego zatrudnił przy obsłudze maszyny do drukowania.
Innymi ważnymi dla ruchu komunistycznego działaniami Zhou było ustanowienie w listopadzie 1923 europejskiego oddziału Kuomintangu, do którego zresztą dołączył. W czerwcu 1923 III Zjazd Komunistycznej Partii Chin zdecydował bowiem o sojuszu z nacjonalistycznym KMT prowadzonym wtedy przez Sun Jat-sena. Wielu komunistów dołączyło do tej partii, zachowując jednocześnie członkostwo w partii komunistycznej. Dzięki polityce Zhou europejski oddział KMT został zdominowany przez komunistów. Zhou podjął się też rekrutacji studentów na Komunistyczny Uniwersytet Pracujących Wschodu. Działalność w Europie uczyniła z niego ważną postać ruchu komunistycznego, która w praktyce zaakceptowała przyłączenie się działaczy, jak Zhu De i Nie Rongzhen do partii komunistycznej. W 1924 Zhou został wezwany przez partię do Chin. Europę opuścił prawdopodobnie pod koniec lipca.

### Kariera wojskowa

#### Kariera w Akademii Wojskowej

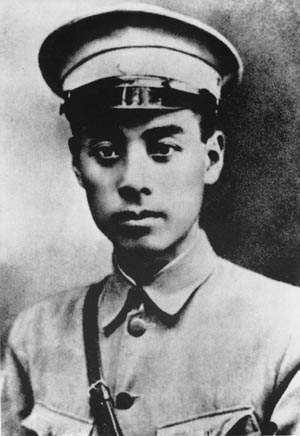
Zhou Enlai w mundurze Narodowej Armii Rewolucyjnej Kuomintangu

Po powrocie do Chin zaciągnął się do Wojskowej Akademii Whampoa. Do zostania kadetem prawdopodobnie przekonał go Zhang Shenfu, który wcześniej pracował w Akademii. Szkoła była centrum szkoleniowym armii nacjonalistycznej potrzebnej KMT do zjednoczenia kraju podzielonego na dziesiątki wojskowych satrapii. Od początku swojego istnienia, szkoła była finansowana, zbrojona i częściowo obsadzana przez Sowietów. Wiadomo, że szybko awansował i już w październiku 1924 został zastępcą dyrektora Departamentu Politycznego Akademii, a później dyrektorem tego departamentu. Jego zadaniem była indoktrynacja kadetów w duchu ideologii KMT w celu zwiększenia ich lojalności i morale. Z pracą łączył stanowisko sekretarza Komunistycznej Partii Guangdong-Guanxi, a pewnym momencie członkiem Wojskowej Sekcji Komitetu Prowincji partii.
Jako wojskowy zwerbował do wydziału politycznego Akademii szereg wybitnych komunistów w tym Chen Yi, Nie Rongzhena, Xiong Xionga i Yuna Daiyinga. Odegrał ważną rolę w tworzeniu Stowarzyszenia Młodych Żołnierzy, które zdominowane zostało przez młodych komunistów. Przez działanie Stowarzyszenia rozwinął w Akademii tajną sieć partii komunistycznej. Rosnące wpływy komunistów w Akademii rozwścieczyły nacjonalistów, którzy utworzyli Towarzystwo Sun Jat-senizmu. Zhou Enlai starał się je zlikwidować, co doprowadziło do wewnętrznego sporu między kadetami, a w konsekwencji stanowiło tło wydalenia Zhou z pracy Akademii.

#### Udział w akacjach militarnych
Wziął udział w dwóch operacjach wojskowych prowadzony przez nacjonalistyczny reżim w 1925. Operacje te później nazwane zostały mianem pierwszej i drugiej Ekspedycji Wschodniej. Pierwsza z ekspedycji odbyła się w styczniu 1925, a w trakcie niej KMT starło się z lokalnym watażką wojskowym Chen Jiongmingiem. Uprzednio wyparty z Guangdongu przez Sun Jat-sena, Chen usiłował odebrać prowincję. Armia Guangdong dowodzona Xu Chongzhi i pułki partyjnej armii z kadrą oficerską Whampoa, dowodzone przez Czang Kaj-szeka doprowadziła do porażki Chena w maju 1925. We wrześniu tego roku Chen przegrupował swoje siły i ruszył do kontrataku. Nacjonaliści w międzyczasie zreorganizowali swoje oddziały w pięć korpusów, z których Pierwszy dowodzony był przez oficerów wywodzących się z Whampoa; przyjęli także system komisarzy politycznych w armii. W trakcie kampanii Zhou pełnił rolę dyrektora Departamentu Politycznego Pierwszego Korpusu, a następnie komisarza Pierwszego Korpusu. Powołanie Zhou na komisarza pozwoliło mu obsadzić komunistów na podobnych stanowiskach w czterech z pięciu dywizji wschodzących w skład Pierwszego Korpusu. Kampania doprowadziła do zdobycia bazy Chena i opanowania, pod koniec 1925, całego Guangdong.
Po zakończeniu wyprawy przyznano mu tymczasową kontrolę administracyjną nad kilkoma powiatami wokół Shantou. Zhou wykorzystał to do rozbudowy tam oddziału partii komunistycznej i wzmocnienia kontroli KPCh nad lokalnymi związkami zawodowymi. Rok 1925 był również ważnym etapem w życiu osobistym Zhou. 8 sierpnia komisarz ożenił się z Deng Yingchao. Ślub odbył się w Guangzhou.
Kariera w wojsku KMT zakończyła się dla niego w praktyce po incydencie z 20 marca 1926, kiedy to kanonierka Zhongshan z komunistyczną załogą przepłynęła z Whampoa do Guangzhou bez wiedzy i zgody Czanga. Czang wykluczył wtedy komunistów z Akademii oraz pozbawił ich wielu wysokich stanowisk w Kuomintangu.

### Rozłam między komunistami a nacjonalistami
W lipcu 1926 nacjonaliści ruszyli z ekspedycją północną, podjętą w celu zjednoczenia Chin. Czang wykorzystał sukcesy swojej armii do likwidacji lewicy wewnątrzpartyjnej i komunistów co doprowadziło do wybuchu walk w Szanghaju. Zhou na wieść o zawierusze przybył do miasta w końcu roku. W mieście zajął się indoktrynacją polityczną pośród członków związków zawodowych i przemytem broni dla strajkujących robotników. Według części komunistycznych źródeł to Zhou zorganizował drugie i trzecie powstania robotnicze w mieście, które odbyły się kolejno w dniach 20 lutego i 21 marca. Współcześnie przyjmuje się jednak, że informacje te są mocno podkoloryzowane, a główny czynnik decyzyjny miał Chen Duxiu. Zhou w kwietniu 1926 wplątał się walki uliczne między komunistami a nacjonalistami wspieranymi przez gangsterów Du Yueshenga. W trakcie tych wydarzeń nieomal padł ofiarą zamachu zorganizowanego przez nacjonalistów lub grupy przestępcze, a następnie został na krótko aresztowany.
Zamach i pobyt w areszcie skłoniły Zhou Enlaia do ucieczki z pogrążonego w chaosie miasta. Wyjechał do Hankou (obecnie część Wuhanu), gdzie był uczestnikiem trwającego od 27 kwietnia do 9 maja V Kongresu Narodowego KPCh. Na zakończenie Kongresu został wybrany do Komitetu Centralnego partii, obejmując kierownictwo nad działem wojskowym. W połowie lipca Czang zradykalizował swoje stanowisko i zaatakował lewicę partyjną KMT na czele z Wang Jingweiem. KPCh, tracąc sojusznika w postaci lewicy nacjonalistycznej, została zmuszona do działalności w podziemiu.
Po faktycznej delegalizacji komuniści wywołali serię buntów sprzyjających im elementów armii. Pierwszym z nich była rebelia w Nanchangu, do której nadzorowania wyznaczono Zhou (faktycznie wiodącą rolę mieli Ye Ting i He Long). Rebelia upadła i poskutkowała rozproszeniem komunistycznych oddziałów. Sam Zhou w trakcie powstania dostał malarii i udał się potajemnie na leczenie do Hongkongu. Na kolejnym posiedzeniu KC partii został obwiniony o niepowodzenie partii i zdegradowany do funkcji zastępcy członka Politbiura.

### Aktywność w czasie wojny domowej

#### Działalność w podziemiu
W okresie czerwca i lipca 1928 przebywał w Moskwie, gdzie wziął udział w VI Kongresie Narodowym KPCh obradującym na uchodźstwie. W swoim przemówieniu skrytykował ogólnokrajowe działania zbrojne, twierdząc że komuniści nie są jeszcze na nie gotowi i przyjął postawę zbliżoną do tez Zhu De i Mao Zedonga, którzy w południowych Chinach utworzyli odizolowany rząd komunistyczny. Kongres zakończył się wyborem Xianga Zhongfa na stanowisko sekretarza generalnego. De facto faktycznym liderem partii stał się jednak Zhou mający wówczas 30 lat.
W 1929 potajemnie przyjechał do Szanghaju. W podziemiu utworzył sieć komórek konspiracyjnych. W celu uniknięcia aresztowania przez tajną policję co najmniej raz w miesiącu zmieniał miejsce zamieszkania, używał kilku nazwisk, nigdy nie korzystał z transportu publicznego i unikał dłuższego przebywania w miejscach publicznych. W listopadzie 1928 partia utworzyła własną agencję wywiadu Teke, która weszła pod kontrolę Zhou. Organizacja miała cztery sekcje operacyjne: ochronną, do gromadzenia danych, do ułatwienia komunikacji wewnętrznej i jedną do przeprowadzenia zamachów na przeciwników partii. Sukcesem wywiadu było przeniknięcie do struktur służb bezpieczeństwa KMT. Pod koniec kwietnia 1931 główny doradca Zhou w sprawach bezpieczeństwa, Gu Shunzhang, został aresztowany przez KMT w Wuhanie. Pod groźbą tortur Gu wyjawił tajnej policji szczegółowy podział organizacji KPCh w mieście, co doprowadziło do aresztowania i egzekucji na ponad dziesięciu starszych przywódców lokalnego ruchu komunistycznego. Gu zaoferował też KMT opis organizacji partyjnej w Szanghaju, zażądał jednak osobistego spotkania z Czang Kaj-szekiem. Informacje o spotkaniu przejął jeden z agentów Zhou i ostrzegł lidera komunistów o zbliżającej się fali represji. Zhou na dwa dni przed spotkaniem Gu z Czangiem, przeprowadził zmianę haseł partyjnych służących do komunikacji i ewakuował członków partii – policja aresztowała więc jedynie tych członków partii, którzy nie zdążyli uciec z miasta. KMT ograniczyło się więc do masowych zabójstw osób jedynie podejrzanych o sprzyjanie komunistom, a wydarzenia te były bardziej krwawe od masakry szanghajskiej w 1927.
W odwecie Zhou zlecił Teke zabójstwo Wang Binga będącego liderem tajnej policji KMT oraz współpracowników Gu. Nowym liderem służb wywiadowczych KPCh został wierny Zhouowi, Pan Hannian. Większość ocalałych członków KPCh z Szanghaju przeniosło się do bazy w Jiangxi. Także Zhou pośpiesznie opuścił miasto. Rady Zhou dotyczącej ewakuacji nie wysłuchał Xiang Zhongfa, który został schwytany przez tajną policję i jak się później okazało poddany nieustannym torturom i przesłuchaniom. Na skutek tortur Xiang poinformował władze o dotychczasowych miejscach pobytu Zhou i jego pozycji w partii. Lider komunistów stał się tym samym najbardziej poszukiwaną osobą w państwie.

#### Chińska Republika Rad
W grudniu 1931 dotarł na tereny Jiangxi kontrolowane przez siły Mao Zedonga. Na miejscu natknął się na konflikt wewnętrzny, w którym Mao starł się ze swoimi rywalami politycznymi. Choć będąc jeszcze w Szanghaju poparł tę kampanię, na miejscu, widząc jej skalę potępił kampanię, przyczyniając się do jej stopniowego zakończenia. Na miejscu został komisarzem politycznym nowo utworzonej Armii Czerwonej. W 1932, na konferencji w Ningdu, strategia Mao poddana została krytyce przez Liu Bochenga, Lin Biao i Peng Dehuaia, co doprowadziło do czasowej jego degradacji w partii i nieudolnych prób jego obrony przez Zhou. Na początku 1933 do strefy komunistycznej dotarł Bo Gu z grupy wyszkolonych przez Sowietów 28 bolszewików oraz niemiecki doradca Kominternu Otto Braun. Bo przejął kontrolę nad sprawami partyjnymi. Zhou powołany na wiceprzewodniczącego Komisji Wojskowej skupił się na sferze militarnej i utracił rzeczywistą władzę polityczną w partii. Armia Czerwona została zreorganizowana i ujednolicona. Pod dowództwem Zhou, Brauna i Bo czerwonoarmiści odparli cztery ataki wojsk Czang Kaj-szeka. Z czasem taktyka Brauna i Bo okazała się ortodoksyjna i doprowadziła do poważnych klęsk Armii Czerwonej. Przywódcy KPCh zostali zmuszeni do porzucenia swoich dotychczasowych baz w Jiangxi.

#### Długi Marsz
Po ogłoszeniu decyzji o rezygnacji z kontroli nad Jiangxi, Zhou został umieszczony w organach odpowiedzialnych za organizację i nadzór ewakuacji. Celem Zhou było przebicie się przez okrążenia wroga z zachowaniem jak najmniejszej liczby ofiar, jak to było możliwe. Wycofanie się 84 tysięcy żołnierzy i cywilów rozpoczęło się na początku października 1934 i zostało poprzedzone skutecznymi działaniami wywiadowczymi agentów Zhou. Armia Czerwona po przebiciu się przez trzy z czterech fortyfikacji otaczających bazę trafiła w okrążenie nacjonalistów i poniosła ciężkie straty. Spośród 84 tysięcy komunistów, którzy próbowali wyrwać się z Jiangxi, jedynie 36 tysięcy wyszło z powodzeniem z bitwy. W trakcie trwania ewakuacji doszło do wielu sporów o kierownictwo w partii i wzajemnego obarczania się winą o porażki wojskowe Armii Czerwonej. Zhou konsekwentnie w walce o władzę wspierał Mao Zedonga, opowiadając się przeciwko Bo Gu i Otto Braunowi. Ci dwaj zostali uznani winnych porażki Armii Czerwonej i usunięci ze stanowisk kierowniczych.
Komunistom udało się utworzyć nową bazę w dniu 30 października 1935 na północy prowincji Shaanxi. Oddział po długiej podróży liczył już tylko 8–9 tysięcy członków. Mao oficjalnie przejął wiodącą pozycję Zhou Enlaia w KPCh, a Zhou przyjął drugorzędną pozycję wiceprzewodniczącego partii. Obydwaj zachowali swoje stanowiska w partii aż do ich śmierci w 1976.

#### Incydent Xi’an
Podczas VII Kongresu Międzynarodówki Komunistycznej, w sierpniu 1936, Wang Ming wydał manifest antyfaszystowski, w którym wskazał, że dotychczasowa polityka jednoczesnej walki z Czang Kaj-szekiem i Japonią, powinna zostać zastąpiona przez politykę sojuszu z Czangiem i wspólnej walki z Japonią. Zhou odegrał kluczową rolę w realizacji tej polityki. Nawiązał kontakt z jednym z najwyższych rangą dowódców KMT w północno-zachodniej części kraju, Zhang Xueliangiem. Zhang znany był ze swojej antyjapońskiej postawy i wątpliwości co do chęci sprzeciwienia się Japończykom przez Czanga. Zhou utworzył komitet roboczy mający rozwijać współpracę z Zhangiem celem wspólnego ataku z Japonią i odbicia Mandżurii. Komitet, aby promować cele Zhou, posługiwał się hasłami patriotycznymi, na przykład Chińczycy nie muszą walczyć z Chińczykami. Wykorzystując swoją sieć tajnych kontaktów, Zhou Enlai zorganizował spotkanie z Zhangiem w Yan’anie kontrolowanym przez jednostki KMT wierne temu dowódcy.
Pierwsze spotkanie Zhou i Zhang odbyło się 7 kwietnia 1936. Lider KMT wykazał zainteresowanie zakończeniem wojny domowej, zjednoczeniem kraju i walką z Japończykami, ale ostrzegł Zhou o tym, że Czang kontroluje rząd twardą ręką, przez co cele te bez współpracy z Czangiem będą trudne do realizacji. Spotkanie zakończyło się umową, w której liderzy zgodzili się na potajemną współpracę. Czang dostrzegł bezczynność Zhanga w walce z komunistami i stał się coraz bardziej podejrzliwy wobec niego. Zhang i Zhou widząc to nakazali rozmieszczać makiety jednostek wojskowych dających mylne wrażenie toczących się rzekomo walk.
W grudniu 1936 Czang poleciał do siedziby nacjonalistów w Xi’an celem sprawdzenia lojalności lokalnych sił zbrojnych KMT Zhanga. Miarka przebrała się, gdy Czang usiłował osobiście przejąć kontrolę nad wojskiem Zhanga i ruszyć do ostatecznego ataku na komunistów. 12 grudnia Zhang i jego zwolennicy zaatakowali siedzibę Czanga zabijając większość z jego ochroniarzy i aresztując generalissimusa. Wydarzenie to stało się znane jako incydent Xi’an. Reakcje na porwanie Czanga w Yan’an były mieszane. Niektórzy w tym Mao Zedong i Zhu De widzieli w tym okazję do zabicia Czanga, inni w tym Zhou Enlai i Zhang Wentian widzieli w incydencie szansę na budowę zjednoczonego frontu przeciwko Japończykom. Druga z opcji wygrała a Czang został uwolniony.
Po uwolnieniu Czanga Zhou Enlai został głównym negocjatorem sojuszu ze strony komunistycznej. Zhou zaproponował, że liderem sojuszu zostanie Czang, a między terytoriami KMT i KPCh ustanowiona zostanie linia demarkacyjna. Pod koniec grudnia Czang niespodziewanie obrócił się przeciwko Zhangowi i nakazał go aresztować. Sąd wojskowy skazał marszałka na areszt domowy a większość oficerów, którzy brali udział w incydencie Xi’an stracono. Chociaż po aresztowaniu Zhanga, KMT formalnie odrzuciła współpracę z KPCh, Czang zakończył aktywną działalność wojskową przeciwko komunistycznej bazie w Yan’an. Pozwoliło to na skonsolidowanie swoich terytoriów przez KPCh i KMT i przygotowanie się na atak Japończyków. Zhou w tym czasie próbował bezskutecznie wynegocjować uwolnienie Zhanga co przerwał incydent na moście Marco Polo.

### Druga wojna chińsko-japońska i II wojna światowa

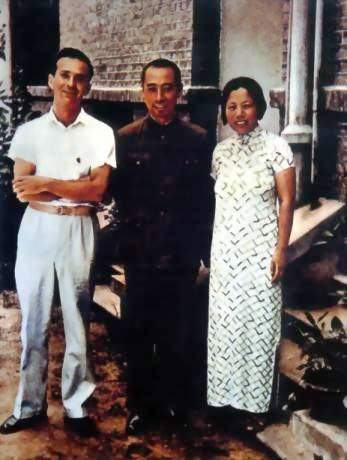
Zhou z żoną i amerykańskim dziennikarzem Edgarem Snowem, rok 1938

#### Działalność propagandowa i wywiadowcza w Wuhanie
Gdy 13 grudnia 1937 Japończycy zajęli stolicę Chin, Nankin, Zhou jako główny przedstawiciel KPCh wraz z rządem nacjonalistów przeniósł się do Wuhanu. Na miejscu utworzył oficjalne biuro łączności między KMT i komunistami oraz zyskał rządowe finansowanie i zgodę (co KMT uznało potem za jeden z największych błędów okresu) na wydawanie gazety Xinhua ribao (Nowy dziennik chiński). Gazeta zyskała dużą popularność i pod pozorem szerzenia antyjapońskiej propagandy stała się trybuną chińskiego ruchu komunistycznego. Działalność w tymczasowej stolicy nacjonalistycznego rządu pozwoliła mu na utworzenie struktur partyjnych na całym obszarze kontrolowanym przez KMT oraz potajemną rekrutację agentów komunistycznych. W sierpniu 1937 partia wydała Zhou tajny rozkaz skupienia się na infiltracji wszystkich szczebli administracji rządowej przez wywiad komunistyczny. Oprócz budowy sieci wywiadowczej, dużym sukcesem Zhou było pozyskanie do antyjapońskiej i komunistycznej działalności dużej liczby chińskich intelektualistów i artystów. Polityk w 1938 zorganizował obchody udanej obrony Tai’erzhuang, w których udział wzięło od 400 do 500 tysięcy osób. Zhou zebrał w trakcie obchodów milion juanów datków na rzecz działalności partii.
W trakcie pobytu w Wuhanie był główną osobą, przez którą KPCh kontaktowało się z zagranicą. Zhou spotkał się z ponad czterdziestoma zagranicznymi pisarzami i dziennikarzami w tym Edgarem Snowem, Agnes Smedley, Anną Louise Strong i Rewi Alley. Wielu z zagranicznych rozmówców Zhou stało się sympatykami sprawy komunistycznej i w pozytywny sposób pisało o działalności chińskiej partii. Korzystając ze swojej prywatnej popularności, zorganizował w Yan’an kanadyjski zespół medyczny kierowany przez Normana Bethune i wspierał holenderskiego reżysera Jorisa Ivensa w produkcji dotyczącego Chin filmu dokumentalnego 400 milionów ludzi.
Jedną z największych klęsk Zhou była dezercja Zhang Guotao do KMT. Zhang będący jednym z założycieli KPCh popadł w prywatny konflikt z Mao Zedongiem. Zhou wraz z Bo Gu, Li Kenongiem i Wang Mingiem, próbował przekonać Zhanga do pozostania w partii, ten jednak nie zgodził się i oddał się pod opiekę tajnej policji nacjonalistów.
W styczniu 1938 rząd narodowy powołał Zhou na zastępcę dyrektora Departamentu Politycznego Komitetu Wojskowego działającego pod bezpośrednimi rozkazami generała Cheng Chenga. Zhou był jedynym komunistą, który utrzymał tak wysoką pozycję w ramach rządu nacjonalistycznego. Komunista wykorzystał swoje wpływy w Komitecie Wojskowym celem promowania generałów nacjonalistycznych, którzy jego zdaniem byli chętni do promowania współpracy z Armią Czerwoną.

#### Adopcja sierot
Jako ambasador partii przy rządzie narodowym, bezdzietny Zhou adoptował wiele sierot. W 1937 adoptował wraz z żoną dziewczynkę imieniem Sun Weishi. Sun była córką straconego przez KMT w trakcie kampanii białego terroru z 1927. Po utworzeniu ChRL została znaną aktorką i pierwszą kobietą, która została dyrektorem dramatu mówionego (huaju) w historii kraju. Rodzina Zhou adoptowała również brata Weishi, Sun Yanga, który potem został osobistym asystentem Zhou i przewodniczącym Uniwersytetu Renmin.
W 1939 małżeństwo zaadaptowało kolejną sierotę, Li Penga. Li miał tylko siedem lat, gdy jego ojciec został zabity przez Kuomintang. Po wojnie udał się on na studia inżynieryjne do Moskwy, w latach 50. i 60. stał się specjalistą od kwestii energetycznych; promowany dzięki protekcji potężnych protektorów, w 1979 został ministrem energetyki, a w 1987 premierem Chin.

#### Podróż do Chongqingu
Gdy armia japońska zbliżyła się do Wuhanu jesienią 1938, armia nacjonalistyczna na cztery miesiące zaangażowała się w walki z najeźdźcą, dając rządowi KMT i wielu cywilnym uchodźcom czas na wycofanie się w głąb lądu do Chongqingu. Zhou ruszył wraz z rzeszami uchodźców. Po drodze do Chongqingu zatrzymał się w mieście Changsha, gdzie omal nie zginął w wielkim pożarze celowo wywołanym przez KMT. Pożar zniszczył dwie trzecie miasta i zginęło w nim 20 tysięcy cywilów; pozostawił setki tysięcy ludzi bezdomnymi. Pożar został wywołany bez ostrzeżenia, a rząd tłumaczył się później z tego rzekomym błędem organizacyjnym. Wywołano go w celu zapobieżenia zajęcia miasta przez armię japońską.
Gdy udało mu się wydostać z płonącego miasta, schronił się w świątyni buddyjskiej w pobliskiej wiosce skąd zorganizował ewakuację miasta. Zhou zażądał, aby przyczyna pożaru została dokładnie zbadana przez władze, i domagał się reparacji względem ofiar, którym należało według niego zapewnić również zakwaterowanie. Nacjonaliści o gigantyczne straty w ludziach oskarżyli trzech lokalnych dowódców, którzy zostali rozstrzelani. Pożar, mimo akcji propagandowej KMT (gazety rządowe oskarżały o pożar podpalaczy niezwiązanych z nacjonalistami), przyczynił się do ogólnokrajowej fali utraty poparcia dla rządu i rządzącej partii.

#### Wczesna działalność w Chongqingu

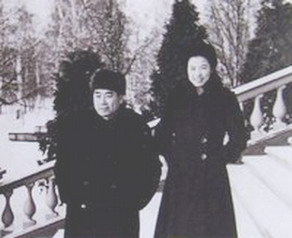
Zhou Enlai i Sun Weishi w trakcie pobytu w Moskwie w 1939

Do Chongqingu zawitał w grudniu 1938. Z tego miasta kontynuował działalność wywiadowczą i wydawanie prokomunistycznych gazet, które przyczyniły się do zwiększenia popularności partii i liczby jej członków w południowych Chinach. Zhou skutecznie lobbował rząd narodowy do uwolnienia komunistycznych więźniów politycznych. Byłym więźniom politycznym często przydzielał funkcje organizacyjne partii na całym południu. Ta kampania propagandowa i wywiadowcza była bardzo skuteczna i przyczyniła się do dziesięciokrotnego wzrostu liczby członków partii na południu w ciągu zaledwie kilku miesięcy. Czang był świadomy działań Zhou i próbował je tłumić, co robił na ogół nieskutecznie. W szczytowym okresie podlegał mu personel wynoszący kilkaset osób. W tym czasie przyjął do siebie swojego ojca, Zhou Shaogang, który nie był już w stanie utrzymać się samodzielnie i sprawował nad nim osobistą opiekę aż do śmierci ojca w 1942.
W lipcu 1939 w trakcie jazdy konnej (zmierzając na cykl spotkań Biura Politycznego w Yan’an) miał wypadek, w trakcie którego złamał prawy łokieć. Z powodu słabo rozwiniętej służby zdrowia w Yan’an udał się na leczenie do Moskwy, przy okazji informując Komintern o sytuacji na froncie. Zhou do Moskwy przybył z dużym opóźnieniem, przez co jego prawa ręka pozostała zgięta do końca życia. Działalność partii nie spodobała się Józefowi Stalinowi – radziecki dyktator był niezadowolony z odmowy ściślejszej współpracy chińskich komunistów z nacjonalistami z tego też powodu odmówił spotkania z chińskim rewolucjonistom. Wraz z Zhou do Moskwy udała się jego adoptowana córka, Sun Weishi, która pozostała w Moskwie po wyjeździe ojca celem rozpoczęcia kariery teatralnej.

#### Działalność wywiadowcza w Chongqingu
4 maja 1939 Biuro Polityczne zadecydowało, że Zhou powinien skupić się na utworzeniu sieci tajnych szpiegów partii. Komuniści byli odtąd kierowani przez niego do dołączania do KMT. Akcja przyczyniła się do infiltracji rządowych placówek administracyjnych, edukacyjnych, gospodarczych i wojskowych. Zhou przyjmując środki finansowe armii, wykorzystał je do rozbudowy sieci wywiadowczej. Po powrocie z Moskwy, w maju 1940, zastał poważny konflikt między partią komunistyczną a nacjonalistami. W ciągu najbliższego roku doszło do ostrej walki propagandowej, starć militarnych, wzajemnych aresztowań i egzekucji na członkach partii. Front antyjapoński został oficjalnie zniesiony po incydencie w Anhui ze stycznia 1941, kiedy to 9000 komunistycznych żołnierzy Nowej Czwartej Armii wpadło w zasadzkę nacjonalistów a ich dowódcy zostali albo zabici albo uwięzieni przez siły rządowe.
Zhou odpowiedział na rozłam coraz większym wycofaniem działań partyjnych do podziemia, przy czym dalej kierował propagandą KPCh. Propagandowe wysiłki Zhou realizował za pośrednictwem gazet i utrzymując bliskie kontakty z zagranicznymi dziennikarzami i ambasadorami. Zhou rozszerzył działania wywiadowcze na kolaborujący z Japończykami rząd Wang Jingweia z Nankinu. Dzięki nowym agentom Zhou dowiadywał się o działaniach rządu kolaboracyjnego, ale też i Japończyków oraz ich europejskich sojuszników – agent Yan Baohang poinformował Zhou, że Adolf Hitler zaplanował atak na Związek Radziecki na 22 czerwca 1941, Zhou poinformował o tym Stalina, a informacja o ataku dotarła do radzieckiego przywódcy 20 czerwca.

#### Działalność dyplomatyczna i ekonomiczna
Choć doszło do pogorszenia relacji z Czang Kaj-szekiem, Zhou otwarcie działał w Chongqingu. Przyszły premier prowadził bujne życie towarzyskie poznając szereg osobistości chińskich z zagranicy. Szczególnie bliska przyjaźń łączyła go z generałem Feng Yuxiangiem, co umożliwiło mu swobodne kontakty z kolejnymi oficerami armii nacjonalistycznej. Zaprzyjaźnił się też z generałem He Jifengiem, którego przekonał do potajemnego dołączenia do grona członków Komunistycznej Partii Chin. Agenci jego wywiadu przeniknęli do armii syczuańskiej i zawiązali tajne porozumienie z generałem Deng Xihou, aby ten dostarczył rządową amunicję komunistycznej Nowej Czwartej Armii, a sam Zhou osobiście przekonał generała Li Wenhui (również z Syczuanu), aby ten w tajemnicy zainstalował nadajnik radiowy ułatwiający komunikację między komunistami z Yan’an i Chongqing. Kolejnymi przyjaciółmi Zhou w siłach zbrojnych byli Zhang Chong i Nong Yun będący dowódcami sił zbrojnych w Yunnan, obydwaj stali się potajemnie członkami z KPCh oraz założyli podziemną radiostację nadającą propagandę komunistyczną z jednego z budynków administracji rządowej w Kunming.
Mimo prób izolacji ze strony Czanga, dalej gościł zagranicznych gości w tym dyplomatów amerykańskich, brytyjskich, kanadyjskich i radzieckich. Zhou był przez zagranicznych gości opisywany jako osoba grzeczna i pracowita, wiodąca przy tym bardzo prosty styl życia. W 1941 Zhou gościł Ernesta Hemingwaya i jego żonę Marthy. Martha napisała później, że ona i Ernest byli pod ogromnym wrażeniem Zhou (i bardzo rozczarowani Czangiem), a po spotkaniu z nim mieli być przekonani o tym, że komuniści przejmą władzę w Chinach.
Jako że Yan’an był niezdolny do finansowania działalności Zhou Enlaia, on sam próbował na różne sposoby zbierać fundusze. Jego praca była częściowo finansowana darowiznami od życzliwych cudzoziemców, Chińczyków na emigracji oraz Chińską Ligę Obrony (której założycielką była Song Qingling, wdowa po Sun Jat-senie). Założył on też własne firmy działające na obszarach Chin kontrolowanych zarówno przez KMT, jak i Japończyków, oraz w Hongkongu. Biznes Zhou rozwinął się do imperium biznesowego złożonego z sieci sklepów Chongqingu, Hongkongu, rafinerii naftowych oraz licznych fabryk produkcji materiałów przemysłowych, konfekcji czy medykamentów. Z jego pomocą biznesmeni wywodzący się z ruchu komunistycznego zarobili ogromne pieniądze angażując się w handel walutami i spekulacje, zwłaszcza na międzynarodowych rynkach a zwłaszcza amerykańskich rynkach dolara i złota. Największe jednak zyski przynosiła sprzedaż opium, produkowanego na ustanowionych przez Zhou w odległych regionach kraju plantacjach. KPCh od początku istnienia zaangażowana była w eliminację nałogu palenia opium w Chinach, ale przedsięwzięcie to przynosiło ogromne zyski z handlu na terenach pod kontrolą KMT, przy okazji obniżając zdolność bojową oddziałów, opanowanych przez nałóg.

#### Relacje z Mao Zedongiem
W 1943 kontakty Zhou i Czang Kaj-szeka stały się fatalne, co spowodowało jego powrót na stałe do Yan’an. W tym czasie Mao Zedong, który został przewodniczącym Komunistycznej Partii Chin, próbował wdrażać w partii swoje teorie polityczne przyjęte jako dogmat partii (maoizm). Mao zorganizował kampanię indoktrynacji politycznej członków KPCh. Osoba Zhou Enlaia była silnie krytykowana w kampanii. Mao oskarżył Zhou o dogmatyzm oraz bagatelizację nauki marksizmu-leninizmu i o współpracę Zhou z Kominternem i Wang Mingiem będącym jego rywalem. Z czasem Mao i jego sojusznicy zaczęli twierdzić, że założone przez Zhou organizacje KPCh z siedzibą w południowych Chinach były opanowane przez agentów KMT, czemu Zhou stanowczo zaprzeczał. Oskarżenia te zostały wycofane w ostatnim okresie kampanii, gdy Mao przekonał się o lojalności Zhou. Zhou na fali kampanii indoktrynacji maoistowskiej poddał się samokrytyce, pochwalił Mao i obiecał zaakceptować jego przywództwo. Z czasem, pod wpływem samego Mao, przyjął ideologie maoistowską. Wcześniejsze szykany wobec Zhou zaniepokoiły Komintern, który przez Georgi Dimitrowa odradził Mao usunięcie go z partii.

### Kontakty dyplomatyczne z Amerykanami i konferencja pokojowa
Gdy Stany Zjednoczone przystąpiły do wojny z Japonią w 1941, amerykańscy politycy i doradcy wojskowi byli coraz bardziej zainteresowani kontaktami z chińskimi komunistami celem koordynowania ataków na Japończyków. W czerwcu 1944 Czang Kaj-szek zgodził się na misję Dixie – podróż do Yan’angrupy amerykańskich wojskowych. Mao i Zhou z zadowoleniem przyjęli tę misję i odbyli liczne rozmowy dotyczące uzyskania dostępu do pomocy amerykańskiej. Zobowiązali się wesprzeć przyszłe amerykańskie działania wojenne na chińskiej ziemi i próbowali przekonać delegatów, że KPCh zobowiązuje się do utworzenia zjednoczonego rządu KMT-KPCh. W geście dobrej woli oddziały Chińskiej Armii Ludowo-Wyzwoleńczej zostały pouczone, aby ratować alianckich żołnierzy (byli to w większości amerykańscy lotnicy) uwięzionych na terenach Chin. Wielu z uczestników delegacji zostało przekonanych, że KPCh jest partią dążącą do demokratycznego rozwoju i przemian socjalistycznych realizowanych demokratycznie, co poskutkowało formalną ofertą współpracy amerykańskiego wojska z partią.
W 1944 Zhou napisał do generała Josepha Stilwella będącego dowódcą wojsk amerykańskich w Chinach, Birmie i Indiach, starając się go przekonać do udzielenia pomocy komunistom w antyjapońskiej kampanii. Zhou zobowiązał się przy tym do chęci utworzenia po wojnie wspólnego rządu z nacjonalistami. Stilwell, będący przeciwnikiem nacjonalistycznego rządu, a w szczególności samego Czang Kaj-szeka, zwrócił się do prezydenta Franklina Delano Roosevelta, aby ten wstrzymał pomoc Czangowi. Prośba Stilwella nie została zrealizowana, a amerykańska pomoc wciąż płynęła do KMT. Po poddaniu się Japonii Czang zaprosił Mao i Zhou do Chongqingu, aby wzięli oni udział w zatwierdzonej przez Amerykanów konferencji pokojowej.
Komuniści obawiali się, że zaproszenie od Czanga może być pułapką a nacjonaliści planują zabicie lub aresztowanie Mao i Zhou. Mimo obawy obydwaj zgodzili się na udział w konferencji. Zhou przejął kontrolę nad ochroną Mao i odpowiadał za jego bezpieczeństwo sprawdzając osobiście miejsce zakwaterowania lidera KPCh. W Chongqingu, Zhou i Mao wzięli udział w wielu przyjęciach, bankietach i innych zgromadzeniach publicznych, w trakcie których Zhou wprowadził Mao do świata lokalnych gwiazd i polityków, z którymi zaprzyjaźnił się podczas wcześniejszego pobytu w Chongqingu.
W ciągu czterdziestu trzech dni negocjacji, Mao i Czang spotkali się jedenaście razy, aby omówić przyszłość Chin, podczas gdy Zhou czekał na zatwierdzenie szczegółów negocjacji. Negocjacje nic nie przyniosły a komunistów oburzyło ultimatum amerykańskiego dyplomaty Patricka Jaya Hurleya, który zażądał włączenia struktur KPCh do KMT. Po powrocie Mao do Yan’an, 10 października 1945, Zhou pozostał w Chongqingu, aby uporządkować szczegóły uchwały konferencji. Zhou powrócił w dniu 27 listopada 1945, gdy wybuchły ponowne walki między komunistami i nacjonalistami. Hurley ogłosił swoją rezygnację oskarżając przy tym ambasadę USA o sprzyjanie komunistom.

#### Misja Marshalla
Po tym, gdy nowym prezydentem Stanów Zjednoczonych został Harry Truman, nominował on 15 grudnia 1945 generała George’a Marshalla na specjalnego wysłannika do Chin. Marshall miał być odpowiedzialny za doprowadzenie do zawieszenia broni między KPCh i KMT oraz wpływać zarówno na Mao i Czanga, aby przestrzegali umowy z Chongqingu, którą obaj podpisali. Przywództwo w KPCh, w tym Zhou, widzieli nominację Marshalla jako pozytywny rozwój sytuacji i liczyli na to, że marszałek będzie bardziej elastycznym negocjatorem niż Hurley. 22 grudnia Zhou przybył do Chongqingu celem negocjacji z Marshallem.
Pierwsza faza rozmów poszła gładko. Zhou reprezentował komunistów, Marshall Amerykanów, a Zhan Gun (później zastąpiony przez Zhang Zhizhonga) KMT. W styczniu 1946 obie strony zgodziły się zaprzestania walk i zreformowanie swoich armii na zasadzie oddzielenia wojska od partii politycznych. Zhou podpisał tę umowę, wiedząc że żadna ze stron nie będzie w stanie wprowadzić tych zmian. Czang na wieść o tym wygłosił przemówienie, w którym obiecał wolność polityczną, lokalną autonomię, wolne wybory i uwolnienie więźniów politycznych. Zhou przyjął z zadowoleniem oświadczenie Czanga i wyraził swój sprzeciw wobec kontynuacji wojny domowej. Kierownictwo KPCh przyjęło umowę optymistycznie. 27 stycznia 1946 Sekretariat KPCh mianował Zhou jednym z ośmiu liderów mających uczestniczyć w przyszłej koalicji rządowej (innymi mieli być Mao, Liu Shaoqi i Zhu De). Sugerowano, że Zhou powinien być mianowany wiceprezydentem kraju. Mao wyraził osobiste pragnienie odwiedzenia Stanów Zjednoczonych, a Zhou otrzymał rozkaz manipulowania Marshallem w celu przyspieszenia procesu pokojowego.
Z czasem negocjacje zaczęły układać się coraz gorzej. Ani KMT, ani KPCh nie były gotowe na dalsze ustępstwa. Starcia wojskowe w Mandżurii, do których coraz częściej dochodziło wiosną i latem 1946, zmusiły do odwrotu siły komunistyczne atakowane przez wojska rządowe w innych częściach Chin. 3 maja 1946 Zhou i jego żona opuścili Chongqing i udali się do Nankinu, gdzie nacjonaliści ponownie przenieśli stolicę swojego rządu. 9 października Zhou poinformował Marshalla że ten nie ma już zaufania w KPCh. 11 października żołnierze nacjonalistów przejęli kontrolowane przez komunistów miasto Zhangjiakou na północy kraju. W tym samym czasie Czang zwołał Zgromadzenie Narodowe bez udziału komunistów. 16 listopada Zhou zorganizował konferencję prasową, na której potępił KMT. 19 listopada Zhou i cała delegacja KPCh opuścili stolicę i udali się do Yan’anu.

### Wznowienie wojny domowej
Po fiasku negocjacji, chińska wojna domowa została wznowiona na nowo. Zhou skupił się na sprawach wojskowych i wywiadowczych kosztem dyplomacji. Podlegał bezpośrednio pod Mao jako jego główny doradca, wiceprzewodniczący Komisji Wojskowej KC, szef sztabu i koordynator działalności podziemnej. Nadrzędnym celem sił nacjonalistycznych była próba zdobycia Yan’anu w marcu 1947, agenci Zhou (głównie Xiong Xianghui) dostarczyli dowódcy Yan’an, Peng Dehuaiowi szczegółowych informacji na temat siły i położenia wojsk KMT co pozwoliło siłom komunistów na uniknięcie większych bitew oraz zaangażowanie nacjonalistów w przedłużającą się wojnę partyzancką. Kampania partyzancka doprowadziła do osiągnięcia przez Penga szeregu poważnych zwycięstw. W lutym 1948 ponad połowa wojsk KMT w północno-zachodnich Chinach zostało pokonanych. Do stycznia 1949 siły komunistyczne zdobyły Pekin i Tianjin oraz w znacznym stopniu kontrolowały północą część państw.
21 stycznia 1949 Czang ustąpił ze stanowiska prezydenta rządu nacjonalistycznego i został zastąpiony przez generała Li Zongrena. 1 kwietnia 1949 Li rozpoczął serię negocjacji pokojowych z sześcioma członkami delegacja KPCh. Delegacja była prowadzona przez Zhou Enlaia. Do rozmów z KPCh została wyłoniona delegacja nacjonalistów z Zhang Zhizhongiem na czele. Negocjacje trwały do 15 kwietnia kiedy Zhou przedstawił ultimatum żądań partii. KMT nie odpowiedział na ultimatum przez pięć dni, dając do zrozumienia, że rząd nie jest gotów zaakceptować wymogów Zhou Enlaia. Sytuacja na froncie układała się dla zwolenników Mao coraz pomyślniej. 23 kwietnia jego wojska zdobyły Nankin, a w październiku twierdzę Li w Guangdongu. Pokonany Li udał się na wygnanie do Ameryki. W grudniu 1949 Armia Ludowo-Wyzwoleńcza zajęła Chengdu – ostatnie kontrolowane przez KMT miasto w Chinach. Zdobycie Chengdu zmusiło Czanga do ewakuacji na Tajwan.

### Dyplomata i mąż stanu Chińskiej Republiki Ludowej

#### Sytuacja dyplomatyczna Chin na przełomie lat 40. i 50.
Do czasu obalenia dynastii Qing w 1911 kraj ulegał coraz większemu podziałowi i serii porażek militarnych odniesionych w wyniku najazdów Europejczyków i Japończyków. Końcowy okres rządów Yuana Shikaia i era rządów watażków wojskowych zupełnie zmarginalizowała prestiż Chin. Także w trakcie trwania II wojny światowej chiński wysiłek wojenny był często kwestionowany przez przywódców alianckich. Na początku lat 50. wpływy międzynarodowe Chin nadal pozostawały bardzo niskie. Wkrótce po zjednoczeniu kraju w ramach Chińskiej Republiki Ludowej wybuchła wojna koreańska, która uczyniła Stany Zjednoczone przeciwnikiem Chin. Pozycję ChRL osłabiało także pozostawanie Republiki Chińskiej na Tajwanie oficjalnym przedstawicielem Chin w Organizacji Narodów Zjednoczonych (aż do początku lat 70.).
W nowym państwie Zhou został już 1 października 1949 mianowany zarówno premierem i ministrem spraw zagranicznych co uczyniło go architektem polityki zagranicznej ChRL we wczesnym etapie państwowość. Pierwszymi wysiłkami premiera zmierzającymi do poprawy prestiżu ChRL było zatrudnienie w sferze rządowe znanych chińskich polityków, intelektualistów, kapitalistów i przywódców wojskowych którzy nie byli powiązani z KPCh. Osobiście przekonał wysoko postawionego lidera KMT z Tajwanu, Zhang Zhizhonga do przyjęcia urzędu w ChRL, zapewniając przy tym mu i jego rodzinie bezpieczną ucieczkę do Pekinu. Wraz z Zhangiem na pracę w rządzie ChRL zgodziło się wielu innych prominentnych członków KMT przebywających na Tajwanie. Znane postacie życia publicznego spoza kręgu KMT również ochoczo przyłączały się do kształtowana nowego ustroju. Wśród nich znaleźli się m.in.: wdowa po Sun Jat-senie, Song Qingling (pozostająca w latach rządów Czanga krytykiem KMT), znany chiński przemysłowiec Huang Yuanpei (przyjął ofertę zostania wicepremierem, Huang odrzucił kilkukrotnie wcześniejsze oferty ze strony KMT) czy Fu Zuoyi, który poddał garnizon KMT w Pekinie w 1948 (dołączył do Armii Ludowo-Wyzwoleńczej i objął stanowisko ministerialne).

#### Relacje z Indiami
Pierwszym sukcesem dyplomatycznym Zhou jako ministra spraw zagranicznych była budowa bliższych relacji z Indiami rządzonymi przez Jawaharlala Nehru. Dzięki jego wysiłkom dyplomatycznym Indie uznały chińskie rządy w Tybecie. Następnie Indie objęły rolę neutralnego mediatora pomiędzy Chinami i USA w trakcie trudniejszych faz negocjacji kończących wojnę koreańską.

#### Wojna koreańska
Zanim 25 czerwca 1950 wybuchła wojna koreańska, Zhou pod kierunkiem Komitetu Centralnego przeprowadził demobilizację połowy żołnierzy liczącej 5,6 miliona ludzi armii. Zhou i Mao jeszcze w maju ostrzegali Kim Ir Sena przed możliwością amerykańskiej interwencji oraz przed eskalacją konfliktu z Koreą Południową. 28 czerwca 1950, zgodnie z przewidywaniami Chińczyków, Stany Zjednoczone przeforsowały rezolucję ONZ potępiającą działania Korei Północnej wysyłając ponadto Siódmą Flotę celem „zneutralizowania” Cieśniny Tajwańskiej. Zhou skrytykował zarówno ONZ i USA a działania obu podmiotów nazwał zbrojną agresją na terytorium Chin.
Choć pierwsze sukcesy Kima wywołały w KRLD entuzjazm i przekonanie o wygraniu wojny jeszcze w sierpniu, chińscy przywódcy byli bardziej pesymistyczni. Zhou nie podzielał pewności Kima co do szybkiego zakończenia wojny i stał się coraz bardziej zaniepokojony polityką Stanów Zjednoczonych. Próbując przeciwdziałać amerykańskiej inwazji na Koreę Północną i Chiny, zdobył w ZSRR zobowiązanie do osłony powietrznej chińskiej armii oraz rozstawił 260 tysięcy żołnierzy pod dowództwem Gao Ganga wzdłuż granicy z Koreą. Na tym etapie nie nakazał armii angażowania armii w KRLD dopóki siły ONZ i USA nie zaangażują się oficjalnie w konflikt. Zgodnie z chińskimi przewidywaniami wojska amerykańskie wylądowały w Inczonie. Interwencja rozpoczęła się 15 września 1950. Amerykanie dowodzeni przez Douglasa MacArthura natknęli się na niewielki opór i już 10 dni później zdobyli Seul. Naloty zniszczyły większość północnokoreańskich czołgów i dużą część jej artylerii, zmuszając siły Kima do wycofania się na północ. 30 września Zhou potępił amerykańską interwencję.
1 października, w pierwszą rocznicę utworzenia ChRL, wojska południowej koalicji przekroczyły trzydziesty ósmy równoleżnik i wkroczyły na obszar KRLD. Józef Stalin nie chciał bezpośrednio zaangażować się w wojnę, a Kim zaapelował do Mao, aby ten wspomógł jego armię. 2 października chiński rząd zwołał nadzwyczajne posiedzenie w Zhongnanhai celem omówienia kwestii pomocy wojskowej. Rozmowy trwały do 6 października. Na spotkaniu Zhou był jednym z niewielu zwolenników tezy Mao o potrzebie jej wysłaniu do Korei. Ostatecznie wysłanie wojsk do Korei przegłosowano dzięki poparciu Peng Dehuaia.
Zhou, szukając poparcia u Stalina, 10 października odwiedził radzieckiego przywódcę w jego domu letniskowym nad Morzem Czarnym. Stalin początkowo zgodził się wysłać sprzęt wojskowy i amunicję, ostrzegł przy tym Zhou, że lotnictwo ZSRR może podjąć jakiekolwiek operacje za dwa lub trzy miesiące. Na kolejnym spotkaniu Stalin wycofał się z poprzednich obietnic i oznajmił, że sprzęt może być zaoferowanym Chinom jedynie na podstawie kredytu a siły powietrzne ZSRR będą działać jedynie nad przestrzenią powietrzną Chin. Radziecki przywódca nie sprecyzował przy tym terminu udzielenia pomocy – do pierwszego wysłania sprzętu i wsparcia powietrznego doszło dopiero w marcu 1951.
Natychmiast po powrocie do Pekinu, 18 października 1950, spotkał się z Mao Zedongiem, Peng Dehuaiem i Gao Gangiem. Przywódcy podjęli decyzję o wysłaniu 200 tysięcy żołnierzy do Korei Północnej. Interwencja chińska rozpoczęła się 25 października. 13 listopada Mao mianował Zhou dowódcą interweniującej jednostki Chińskich Ochotników, Peng Dehuai został natomiast dowódcą polowym. Do czerwca 1951 wojska chińskie i północnokoreańskie dotarły do trzydziestego ósmego równoleżnika, a obie strony zgodziły się na negocjacje w sprawie rozejmu. Zhou kierował chińską delegacją w trakcie rozmów rozpoczętych 10 lipca. W skład delegacji Zhou weszli Li Kenong i Qiao Guanhua. Negocjacje przebiegały przez dwa lata, a wynikiem ich prac było osiągnięcie porozumienia o zawieszeniu broni w lipcu 1953. Zawieszenie broni zostało formalnie podpisane w Panmundżomie.
Wojna koreańska była ostatnim zadaniem Zhou o militarnym znaczeniu. W 1952 Zhou oddał Peng Dehuaiowi zarządzanie nad Komisją Wojskową Zhou (którą Zhou kierował od 1947). W 1956, po XIII Zjeździe Partii, formalnie zrzekł się stanowiska w Komisji Wojskowej i skoncentrował się na swojej pracy w ramach Rady Państwa, MSZ i Stałego Komitetu Ogólnochińskiego Zgromadzenia Przedstawicieli Ludowych.

#### Relacje z sąsiadami

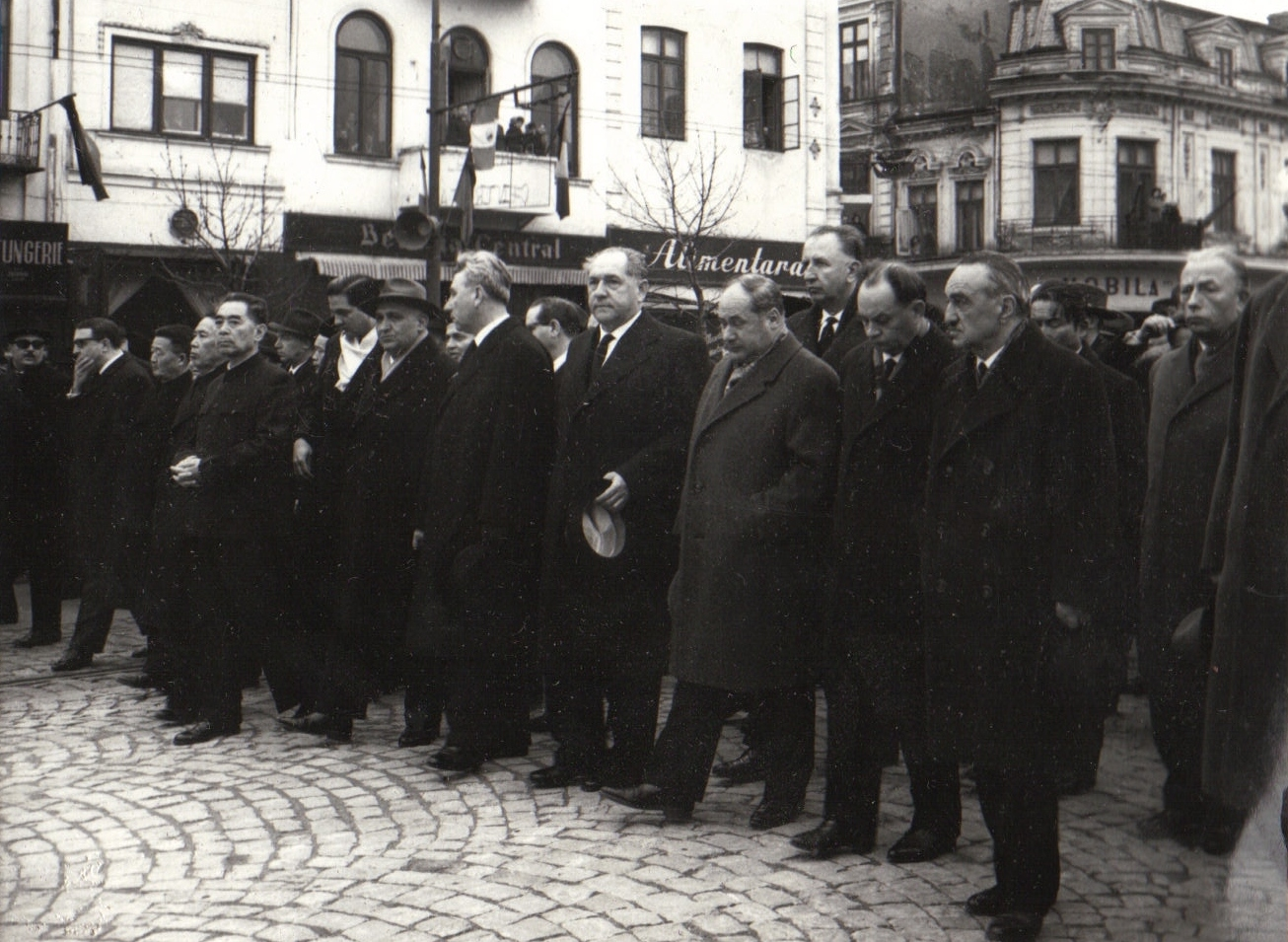
Zagraniczni przedstawiciele na pogrzebie przywódcy Rumunii Gheorghe Gheorghiu-Deja w marcu 1965. Wśród nich Zhou Enlai i Anastas Mikojan

Po śmierci Stalina, 5 marca 1953, Zhou udał się na jego pogrzeb, który odbył się cztery dni później. Sam Mao odrzucił możliwość podróży do Moskwy, prawdopodobnie z powodu osobistej niechęci do radzieckiego przywódcy. W trakcie wizyty w Moskwie spotkał się z radzieckimi dygnitarzami typowanymi na następcę przywódcy. Wśród nich znalazł się Nikita Chruszczow, Gieorgij Malenkow, Wiaczesław Mołotow i Ławrientij Beria. Wizyta Zhou została w ZSRR doceniona, czym tamtejszy rząd odwdzięczył się wizytą Chruszczowa w Pekinie w 1954 na obchodach piątej rocznicy powstania Chińskiej Republiki Ludowej. W tym samym roku otrzymał Order Odrodzenia Polski I klasy.
Przez całe lata 50. pracował nad powiększeniem relacji gospodarczych politycznych Chin z innymi państwami socjalistycznymi. W 1952 podpisał umowę o współpracy gospodarczej i kulturalnej z Mongolską Republiką Ludową uznając de facto niepodległość tego kraju (co w przeszłości było w Chinach kwestionowane). Zhou wspomógł Korę Północną w powojennej odbudowie gospodarki; spotkał się z premierem Birmy U Nu i promował chińskie dostawy dla wietnamskich rebeliantów Việt Minhu dowodzonego przez Hồ Chí Minha.

#### Konferencja genewska
W kwietniu 1954 Zhou wziął udział w konferencji w Genewie, kończącej wojnę francusko-wietnamską. Odegrał istotną rolę w negocjacjach. Zgodnie z umową pokojową Indochiny Francuskie zostały podzielone na Laos, Kambodżę, Wietnam Północny i Wietnam Południowy. Wybory w tych państwach miały zostać zwołane w przeciągu dwóch lat, dojść miało do zjednoczenia Wietnamu i utworzenia tam rządu koalicyjnego, a Việt Minh zgodził się na zakończenie działań partyzanckich w Wietnamie Południowym, Laosie i Kambodży.
Podczas jednego z początkowych spotkań w Genewie znalazł się w tym samym pomieszczeniu co mocno antykomunistyczny amerykański sekretarz stanu, John Foster Dulles. Gdy Zhou podał mu rękę, ten odwrócił się i wyszedł z pokoju, mówiąc nie mogę. Chiński polityk uznał to za swoje zwycięstwo. Innym z wydarzeń okresu genewskiego był jego lunch z mieszkającym w Szwajcarii brytyjskim aktorem Charlim Chaplinem, który znalazł się w USA na cenzurowanym, ze względu na swoje poglądy polityczne.

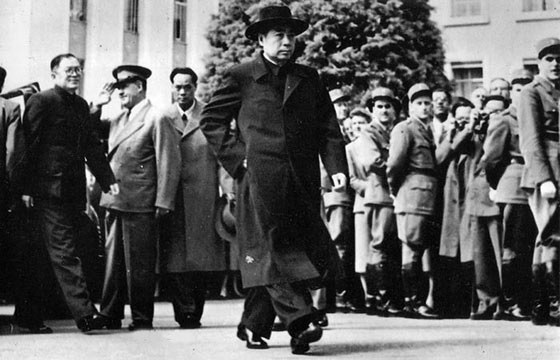
Zhou Enlai w Genewie w 1954

#### Konferencja Azja-Afryka
W 1955 był uczestnikiem konferencji Azja-Afryka, która odbyła się w Bandungu w Indonezji. Uczestniczyli w niej przedstawiciele 29 afrykańskich i azjatyckich państw. Zorganizowały ją: Indonezja, Birma (Mjanma), Pakistan, Cejlon (Sri Lanka) i Indie, a celem była promocja afro-azjatyckiej współpracy gospodarczej i kulturalnej oraz sprzeciw wobec kolonializmu i neokolonializmu. Uczestnicy spotkania niechętnie odnosili się do polityki ZSRR i USA prowadzonej w okresie zimnej wojny. W swoim przemówieniu na konferencji premier przedstawił pogląd, według którego Chiny działają na rzecz światowego pokoju i postępu ludzkości, a Stany Zjednoczone są poważnym zagrożeniem dla stabilności i pokoju w regionie. Przypomniał o bombie atomowej zrzuconej przez Amerykanów, zbrojeniu Japończyków oraz amerykańskim wsparciu dla nacjonalistów z Tajwanu. Konferencja zakończyła się wspólną deklaracją wzywającą do pokoju, wprowadzenia zasady powszechnej reprezentacji w ONZ, ogólnej redukcji zbrojeń i likwidacji broni jądrowej.
W drodze na konferencję w Bandungu doszło do próby zamachu na Zhou. W ostatniej chwili zmienił on samolot, unikając wybuchu bomby, do którego doszło w indyjskim samolocie Kashmir Princess. Za zamach odpowiedzialna była prawdopodobnie jedna z agencji wywiadowczych Tajwanu.
Po konferencji w Bandungu międzynarodowa sytuacja polityczna Chin zaczęła się stopniowo poprawiać. Poparcie dla USA ze strony państw Azji zaczęło topnieć, podobnie jak polityczny bojkot wobec ChRL. W 1971 przegłosowano przyznanie miejsca Chinom w ONZ.

#### Tajwan
W chwili utworzenia ChRL, Zhou poinformował światowe rządy o tym że jeśli dany kraj chce mieć kontakty dyplomatyczne z ChRL powinien zakończyć kontakty z przywódcami reżimu na Tajwanie oraz poprzeć roszczenia ChRL do reprezentacji w ONZ. W latach 50. ChRL było w stanie nawiązać w ten sposób stosunki dyplomatyczne z innymi krajami socjalistycznymi oraz trzynastoma krajami spoza bloku komunistycznego. Rozmowy z zachodnimi rządami zakończyły się niepowodzeniem. Zhou po konferencji w Bandung widząc coraz większe poparcie dla ChRL w Azji, przekonał rząd do zaprzestania ostrzału tajwańskich wysp Kinmen i Mazu Liedao uznając potrzebę dyplomatycznego rozwiązania sprawy. W oficjalnym oświadczeniu z maja 1955 Zhou stwierdził, że ChRL będzie dążyć do wyzwolenia Tajwanie środkami pokojowymi, tak dalece jak to jest możliwe. Zhou stał na stanowisku że Tajwan pozostaje częścią Chińskiej Republiki Ludowej.
W 1958 stanowisko ministra spraw zagranicznych przypadło Chen Yi, generałowi z niewielkim doświadczeniem dyplomatycznym. Po tym, gdy Zhou zrezygnował z urzędu, korpus dyplomatyczny ChRL dramatycznie zmniejszył się. Niektórzy z pracowników zostali przeniesieni do różnych działów kulturalnych i edukacyjnych celem zastąpienia kadr które w trakcie Kampanii przeciwko prawicowcom zostały określone mianem prawicowych. Wraz z „wielkim skokiem naprzód” rola Zhou spadła, a on sam został poddany przez Mao krytyce, jako że nie podzielał jego entuzjazmu do radykalnych kampanii (oprócz niego skrytykowani zostali weterani rewolucji: Liu Shaoqi, Deng Xiaoping oraz Chen Yun).

#### Komunikat szanghajski

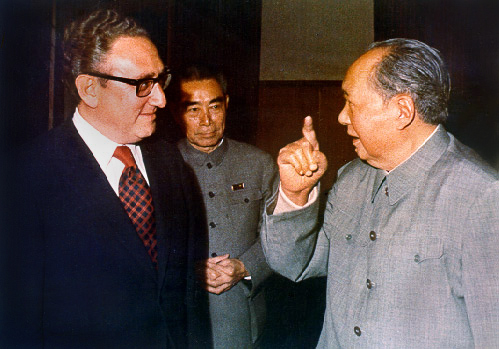
Zhou, Mao i Henry Kissinger

Na początku lat 70. stosunki chińsko-amerykańskie zaczęły się poprawiać. Chińscy politycy rozważyli import amerykańskich technologii. W ramach poprawy obustronnych relacji, w styczniu 1970 Chińczycy zaprosili na wycieczkę do Chin amerykańską drużynę ping-ponga otwierając tym samym etap dyplomacji pingpongowej. Rok później, Zhou Enlai potajemnie spotkał się z Henrym Kissingerem doradcą bezpieczeństwa prezydenta Richarda Nixona, który odwiedził Chiny celem przygotowania spotkania Nixon-Mao. W trakcie spotkań USA zgodziło się na transfer pieniędzy do Chin (przypuszczalnie od Chińczyków w Stanach Zjednoczonych) co umożliwiło wprowadzenie wzajemnego handlu pod obcymi banderami oraz umożliwiło chiński eksport do USA (po raz pierwszy od wojny koreańskiej). Negocjacje na czas ich trwania zostały ukryte przed amerykańską opinią publiczną, zagranicznymi rządami, Departamentami Stanu oraz sekretarzami stanu.
Richard Nixon przyleciał do Chin rankiem 21 lutego 1972. Na miejscu spotkał się z Zhou, a następnie Mao. Efekty spotkania przedstawiono 28 lutego w komunikacie szanghajskim który podsumował stanowiska obu stron. Obie strony nie osiągnęły porozumienia w kwestiach Tajwanu i wojny wietnamskiej, zgodziły się natomiast na dalszą wymianę dyplomatyczną, kulturalną, gospodarczą, dziennikarską, naukową oraz zobowiązały się do złagodzenia napięć w Azji i na świecie. Uchwała przyniosła dużą zmianę w polityce zarówno Chin, jak i USA.

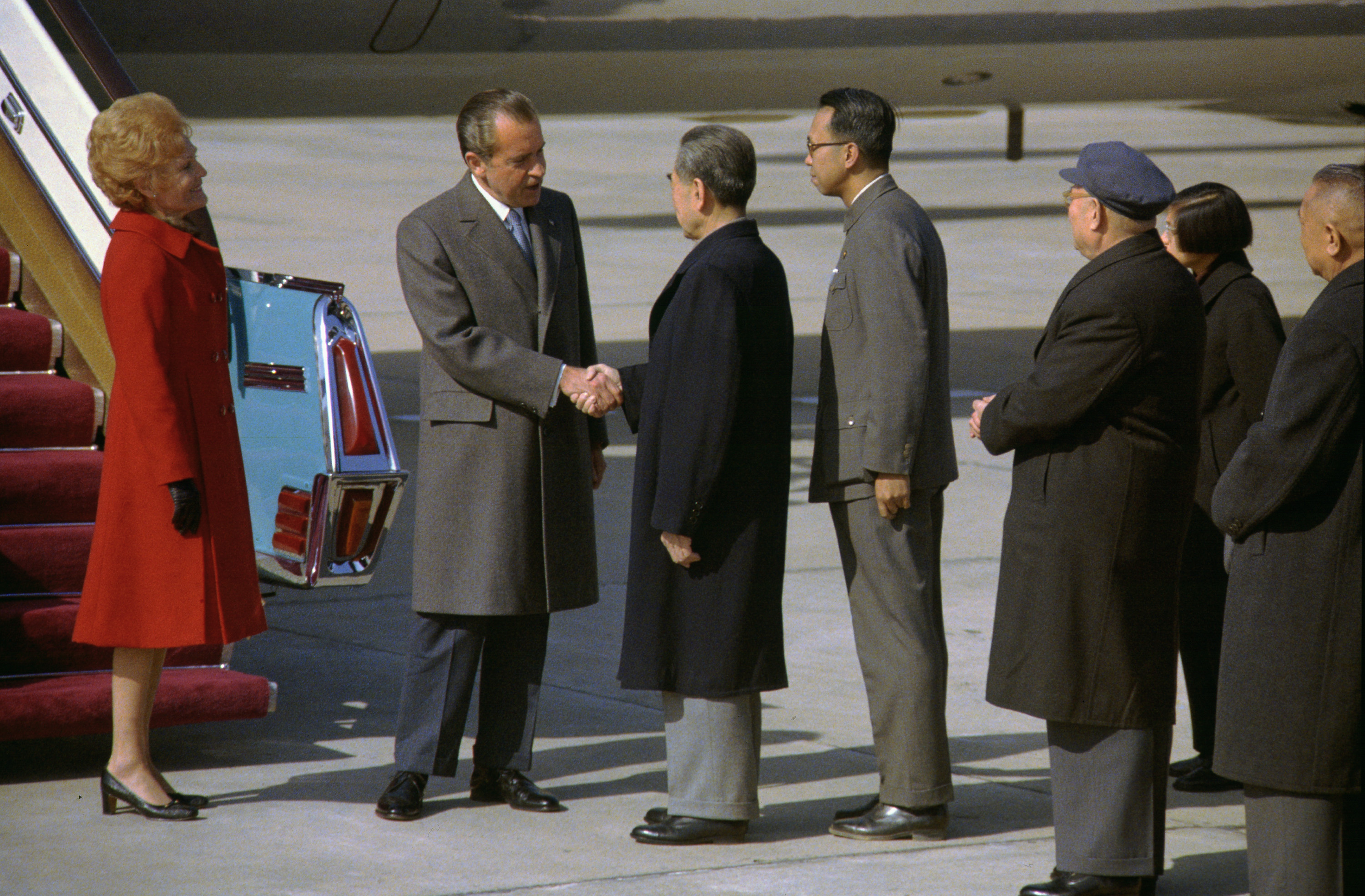
Zhou wita się z Richardem Nixonem w 1972

### Rewolucja kulturalna
Rewolucja kulturalna rozpoczęła się w 1966. Wraz z jej rozpoczęciem Mao i Lin Biao odsunęli od władzy działaczy oskarżonych o rewizjonizm w tym Deng Xiaopinga i Liu Shaoqiego. Zhou nie opowiedział się za ich odsunięciem i apelował o ich powrót na urzędy. Spowodowało to konflikt Zhou z frakcją maoistyczną w KPCh reprezentowaną przez Lin Biao, Kang Shenga i Chen Boda. Chen Boda zasugerował nawet że sam Zhou powinien zostać odsunięty od władzy jako kontrrewolucjonista. Zhou w obawie przed podzieleniem losu Liu i Denga, wstrzymał się z krytyką rewolucji kulturalnej i zaczął ściślej współpracować z przewodniczącym i jego frakcją. Z tego też powodu w październiku 1966 wyraził swoje poparcie do utworzenia Czerwonej Gwardii. Dziś wiadomo, że poparcie te było jedynie pozorne – w trakcie wizyty japońskich parlamentarzystów w Pekinie przyznał on, że nie zgadza się z polityką Mao, a później wielokrotnie prywatnie wykazywał niechęć wobec samego Mao, którego nienawidził, oraz stworzonej przez niego ideologii maoizmu.
Zhou osobiście uratował się przed prześladowaniami rewolucji kulturalnej. Próbował też ratować przed tym innych polityków, co jednak często nie udawało mu się przez radykalizm hunwejbinów. Udało mu się też zahamować kilka bardzo radykalnych prób reform w maoistowskim stylu. W ostatnim etapie rewolucji kulturalnej stał się obiektem krytyki Mao i jego zwolenników którzy przedstawiali Zhou jako politycznego nieudacznika.

### Choroba i śmierć
Według biografii Zhou napisanej przez Gao Wenqiana, u premiera w 1972 zdiagnozowano raka pęcherza moczowego. W 1974 jego stan zdrowia uległ znacznemu pogorszeniu. Jego ostatnim wystąpieniem publicznym był udział w IV Narodowym Kongresie Ludowym 13 stycznia 1975. Zmarł, mając 77 lat, o godzinie 9:57 8 stycznia 1976. Mao na wieść o śmierci polityka nie wydał żadnego oświadczenia przypominającego osiągnięcia Zhou ani nie złożył kondolencji wdowie po Zhou. Mimo niechęci do Zhou Mao wysłał wieniec na jego pogrzeb, nie biorąc w nim udziału osobiście, co jednak usprawiedliwione było złym stanem zdrowia przywódcy.
Zwykli Chińczycy uczcili pamięć o Zhou, który cieszył się za życia bardzo dużym poparciem. Po ceremonii poświęconej mu 15 stycznia, polityczni rywale Zhou w partii zakazali oficjalnie dalszych przejawów publicznej żałoby. Przepisy te były jednak słabo przestrzegane i egzekwowane. Rząd spróbował więc dyskredytować postać Zhou przed społeczeństwem. Szanghajskie pismo Wenhui Bao określiło go mianem kapitalisty, a poświęcone mu pomniki i plakaty były usuwane z przestrzeni publicznej. Wysiłki propagandy nie przyniosły spodziewanego rezultatu, a jedynie wzmocniły przywiązanie obywateli do pamięci o zmarłym premierze. Kilka miesięcy po śmierci Zhou doszło do jednego z najbardziej spontanicznych wydarzeń w historii ChRL. 4 kwietnia 1976, w przeddzień święta qingmingjie, w trakcie którego Chińczycy oddają hołd zmarłym przodkom, tysiące mieszkańców Pekinu zebrało się przed Pomnikiem Bohaterów Ludu na placu Tian’anmen celem upamiętnienia Zhou Enlaia. Zgromadziło się tam około dwóch milionów osób, a na transparentach pojawiły się nawet nieliczne hasła krytykujące rewolucję kulturalną. Banda czworga (Zhang Chunqiao, Wang Hongwen, Yao Wenyuan i Jiang Qing) skrytykowała zgromadzenie. Następnego dnia tłum wokół pomnika został usunięty przez policję. Działania te rozgniewały uczestników, którzy wszczęli zamieszki. Wydarzenia te przeszły do historii jako incydent na placu Tian’anmen.

## Współczesne upamiętnienie
Już pod koniec jego życia Zhou był powszechnie postrzegany jako polityk umiarkowany i zwolennik modernizacji. Ten wizerunek Zhou utrzymał się do dzisiaj mimo krytyki wielu dawnych liderów okresu maoistowskiego. Wraz z odejściem od maoizmu KPCh zrehabilitowała Zhou całkowicie i jest on dziś przez nią promowany jako symbol partii. Współcześnie poświęcony został mu szereg pomników oraz muzeów upamiętniających jego działalność.